# Lepidoperca filamenta
Lepidoperca filamenta, thường được gọi là Western orange perch (cá mú cam phương tây), là một loài cá biển thuộc chi Lepidoperca trong họ Cá mú. Loài này được mô tả lần đầu tiên vào năm 1987.

## Phân bố và môi trường sống
L. filamenta có phạm vi phân bố giới hạn ở Đông Ấn Độ Dương. Đây là một loài đặc hữu của Úc, và đã được tìm thấy ở vùng biển ven bờ phía nam và tây nam nước này. L. filamenta sống xung quanh các rạn đá ngầm trên thềm lục địa ở vùng biển cận nhiệt đới, độ sâu khoảng từ 128 đến 220 m.

## Mô tả
L. filamenta trưởng thành có chiều dài tối đa là khoảng 18 cm. Cơ thể hình bầu dục, màu hồng cam, thường chuyển thành màu hồng nhạt ở bên dưới. Có một dải màu hồng nhạt mờ kéo dài từ hàm trên đến phần dưới của nắp mang. Con đực có một đốm đen lớn ở phần trước của vây lưng mềm, một đốm đen nhỏ ở giữa vây ngực và một đốm đen khác ở giữa vây hậu môn. Con mái có các chóp đen trên tia vây lưng và vây hậu môn. Đuôi xẻ thùy, hình cánh nhạn.
Số gai ở vây lưng: 10; Số tia vây mềm ở vây lưng: 16 - 17; Số gai ở vây hậu môn: 3; Số tia vây mềm ở vây hậu môn: 8; Số gai ở vây bụng: 1; Số tia vây mềm ở vây bụng: 5; Số tia vây mềm ở vây ngực: 15; Số tia vây mềm ở vây đuôi: 17; Số lược mang: 33 - 37; Số vảy đường bên: 39 - 43.
Thức ăn của L. filamenta là các loài cá nhỏ hơn và động vật giáp xác. Loài này khó được đánh bắt do chúng chỉ sống ở vùng biển khá sâu.